# Jesús Rodríguez (músico)
Jesús Alberto «el Viejo» Rodríguez Núñez (Lima, 18 de julio de 1979) es un productor musical y músico peruano, que se desempeña dentro de la música popular, conocido por haber colaborado y trabajado con diferentes artistas nacionales e internacionales. Es hermano de la cantante María Jesús Rodríguez.

## Biografía
Nació el 18 de julio de 1979 en Lima, bajo el nombre completo de Jesús Alberto Rodríguez Núñez. Proveniente de una familia ligada a la música, es hermano menor de la cantante María Jesús Rodríguez «la Miski». Comenzó su carrera artística como músico e integrante de la banda musical Los Rodríguez, empezando a tocar diferentes instrumentos musicales, además de participar en los estudios de grabación por afición.
En su juventud comenzó a trabajar como guitarrista para el cantante Jorge Pardo. Previo a ello, llevó clases de guitarra eléctrica, donde conocería a algunos artistas del medio local.
Pero fue hasta el año 2010, cuando Rodríguez obtuvo reconocimiento al participar como productor de la recopilación del vals «La flor de la canela», quién sería interpretado por la cantante y exparticipante del concurso televisivo Latin American Idol de Canal Sony, Sandra Muente. En el año 2013 fue parte de la producción del tema musical «Mi tierra, mi hogar» de su hermana María Jesús y la cantante Leo Amaya, el cual le ha permitido ingresar a la Competencia Folclórica del Festival de la Canción de Viña del Mar sin conseguir el éxito.
Participó en el álbum de estudio Villancicos de la cantante Maricarmen Marín en 2015, en el cual le ha permitido ganar dos discos platino de ventas en el territorio peruano.
Rodríguez dirigió y produjo el concierto del cantante y actor Christian Meier en el Parque de la Exposición en 2016. Además, comenzó a trabajar en diferentes proyectos con la cantante Milena Warthon a partir de 2017, destacando en el LP inédito Déjame contarte  y participó en el disco del dúo Periko & Jessi León.
Elaboró el tema musical «Ya no más», interpretada por la cantante Susan Ochoa, el cual le valió ganar la Competencia Internacional de Viña en 2019. Coprodujo la canción «Hoy» del cantautor Gian Marco para el disco Por ti Perú hoy. En ese año, prestó su presencia para trabajar con los cantautores Pelo d'Ambrosio y Eva Ayllón dentro de sus discos de estudio y en las canciones «Siempre podemos bailar» y «Eso ya fue» de Wendy Sulca. Por último, fue encargado del primer EP de Milena Warthon, Déjame contarte.
Rodríguez participó en la televisión peruana como director y productor de los programas de telerrealidad Los cuatro finalistas de Latina Televisión en 2018 y El gran show de América Televisión en 2020. Adicionalmente, se desempeñó como director musical del reality La voz Perú.
En el año 2020, participó en la elaboración de la canción «Por un mañana mejor» de Luz Merly y la grabación inédita de «Amor viajero», a través de la voz de la fallecida cantautora Chabuca Granda.En ese año, colaboró con Shantall para su tema «Ten piedad», manteniéndose en la producción y guitarra.
En el año 2022, volvió a trabajar con Ayllón para su sencillo «Solo tú, sexo eterno» en formato de bolero, contando con la presencia del cantante y modelo Diego Val, y dirigió los eventos Concierto exclusivo y Gracias a la vida junto a su hermana María Jesús durante los años 2020 y 2022 respectivamente. Volvió a trabajar con ella para su disco ¿Por qué te fuiste? en 2023.
En el año 2024, colaboró con la banda sonora de la telenovela Súper Ada, además de elaborar las canciones «Mi corazón tun tun», «Serpiente» y «La cumbia caliente».[cita requerida] A su vez, presentó su obra musical Voces del Bicentenario, que cuenta con la participación de algunos integrantes de La voz Kids.

## Discografía

### Álbumes de estudio
- 2021: Esperando por ti
- 2022: Sólo tú, sexo eterno
- 2022: Perfect harmony
- 2022: ¿Cómo lo hiciste?